# Comme ci, comme ça
Comme ci, comme ça är en elektropoplåt skriven av Dimitris Korgialas och Poseidonas Giannopoulos och som framfördes av den cypriotiska sångerskan Evridiki. Låten, vars sångtext är på franska, representerade Cypern i Eurovision Song Contest 2007 i Helsingfors. Den lyckades inte ta sig till final via semifinalen. 